# 聖護院宮嘉言親王
聖護院宮嘉言親王（しょうごいんのみや よしこと しんのう）、文政4年旧1月26日（1821年2月28日） - 慶応4年旧8月11日（1868年9月26日））は、幕末の日本の皇族。伏見宮邦家親王の第2王子。母は上野寿野。幼称は多嘉宮 （たかのみや）。

## 生涯
天保2年（1831年）に聖護院で出家し、雄仁法親王と名乗った。同年、光格天皇の猶子となり、天保3年（1832年）には親王宣下を受けて、嘉言と命名される。同年、京都山科の門跡寺院曼殊院に入室した。
王政復古の大号令を契機に慶応4年（1868年）聖護院宮を称して還俗し、再び嘉言親王を名乗る。園城寺長吏を止められ、一品に昇叙されて、内国事務科内国事務総督となるが、直後に薨去。47歳。弟宮の智成親王が聖護院宮を継承した。

## 血縁
- 父母：伏見宮邦家親王 - 妃鷹司景子 - （実母）女房上野寿野